# Miss VŠE
Miss VŠE je soutěž o nejkrásnější studentku Vysoké školy ekonomické v Praze, pořádaná od roku 2010. 
V současné době probíhá soutěž jednou ročně, na podzim, většinou v listopadu. Od roku 2011 se soutěž koná v klubu SaSaZu, kde  27. listopadu 2013 proběhl pátý ročník. Finálový večer bývá spojen s taneční party a vystoupením DJs a dalších interpretů. 

## Vítězky Miss VŠE
| Rok  | Miss VŠE                                       | 1. vicemiss                                     | 2. vicemiss                                      | Datum konání       |
| ---- | ---------------------------------------------- | ----------------------------------------------- | ------------------------------------------------ | ------------------ |
| 2010 | Klára Gregorová (Fakulta mezinárodních vztahů  |                                                 | Markéta Michálková (Fakulta národohospodářská)   | 24. listopadu 2010 |
| 2011 | Daniela Ludvíková (Fakulta podnikohospodářská) | -                                               | Veronika Homolová (Fakulta mezinárodních vztahů) | 24. listopadu 2011 |
| 2012 | Andrea Kolářová (Fakulta mezinárodních vztahů) | Monika Leová (Fakulta informatiky a statistiky) | Petronela Pribilová (Fakulta podnikohospodářská) | 22. listopadu 2012 |
| 2013 |                                                |                                                 |                                                  | 27. listopadu 2013 |

## Hodnocení
Studentky VŠE, které se chtějí soutěže zúčastnit se musí nejprve přihlásit na casting. Ze všech přihlášených dívek pak na castingu vybere porota složená ze zástupců VŠE, pořadatelů a partnerů 10 finalistek, které mohou následně soutěžit o korunku a další ceny. Casting je také poslední "štací", kdy se v hlavní kategorii soutěže objevuje porota. Vítězku a dvě vicemiss pak vybírají hlasováním diváci na finálovém večeru.
V kategorii Miss Sympatie probíhá hlasování předem na internetových stránkách soutěže a to až do finálového večera, kdy jsou hlasy sečteny.
Soutěž má i další kategorie, ať již partnerské nebo "recesistické". (V minulosti např. Miss Úsměv, Miss Zlatokopka, apod.)

## Harmonogram
Jednotlivé části soutěže následují v tomto pořadí:
- Přihlašování soutěžících + mediální kampaň
- Casting (většinou jedno odpoledne)
- Focení v ateliéru
- Online hlasování
- Finálový večer

## Historie

### Ročník 2010, květen (1. ročník)
- klub Lávka, 200+ návštěvníků

### Ročník 2010, listopad (2. ročník)
- PM Club, 600+ návštěvníků

Video z focení v ateliéru, finálová desítka 

| Vítězka:     | Klára Gregorová    |
| 1. vicemiss: |                    |
| 2. vicemiss: | Markéta Michálková |

### Ročník 2011 (3. ročník)
- Finále v SaSaZu, více než 1300 návštěvníků
- Promenáda v šatech, plavkách a kostýmech
- Rozhovor a doprovodné soutěže
- Party v nejlepším pražském klubu, DJ Josh, moderátor Kazma
- Video z focení v ateliéru
- Video z finále v SaSaZu

### Ročník 2012 (4. ročník)
- Finále 22. listopadu v SaSaZu, 2500 návštěvníků (vyprodáno)
- Moderátorská dvojice: Kazma a loňská vítězka Daniela Ludvíková
- Nově zvolen Dress code pro návštěvníky: business casual (košile pro pány)
- Slovenský rapper EGO (Koncert)
- DJ Pif a DJ Rockstar
- Video z focení v ateliéru
- Video z finále v SaSaZu

| Vítězka:         | Andrea Kolářová     |
| 1. vicemiss:     | Monika Leová        |
| 2. vicemiss:     | Petronela Pribilová |
| Miss Sympatie:   | Yulia Zubakhina     |
| Miss Frisco:     | Hana Hegarová       |
| Miss Úsměv:      | Hana Hegarová       |
| Miss Zlatokopka: | Jana Provazníková   |

### Miss VŠE 2013 + Majk Spirit live
- Volba nejkrásnější studentky Vysoké školy ekonomické v Praze
- Finále st 27.11.2013 + Majk Spirit live
- VIP osobnosti, zástupci akademické obce a 2500 studentů
- Moderuje Jakub Kohák